# 聖蹟寺

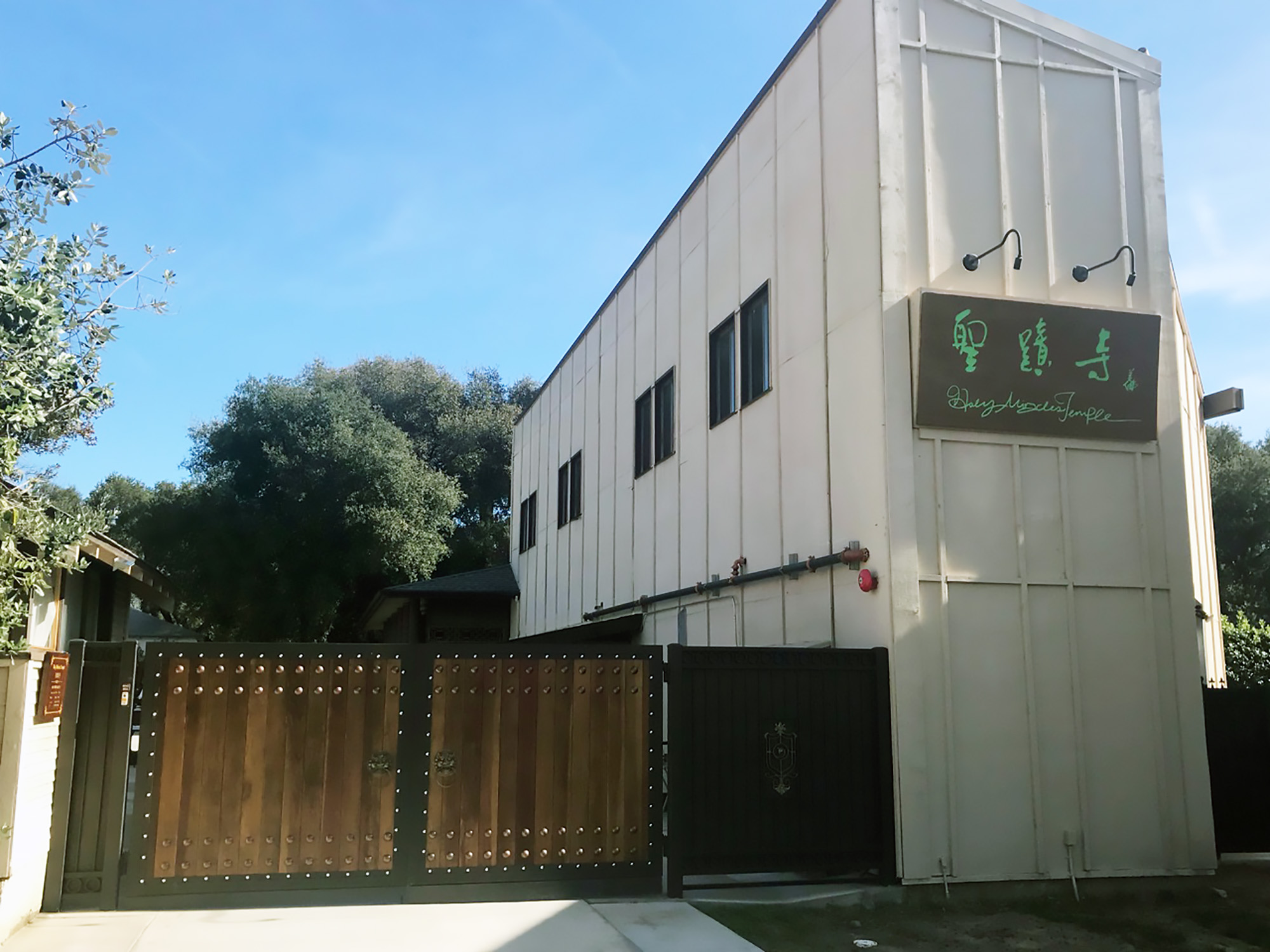
Front door to the Holy Miracles Temple

聖蹟寺（英語：Holy Miracles Temple），位於美國加州洛杉磯縣帕薩迪納市，為世界佛教總部所屬寺廟。2017年1月，佛教高僧因海老和尚在圓寂十幾天後，形態相貌回春變異，證得全身金剛不壞肉身舍利成就，便是發生在聖蹟寺。

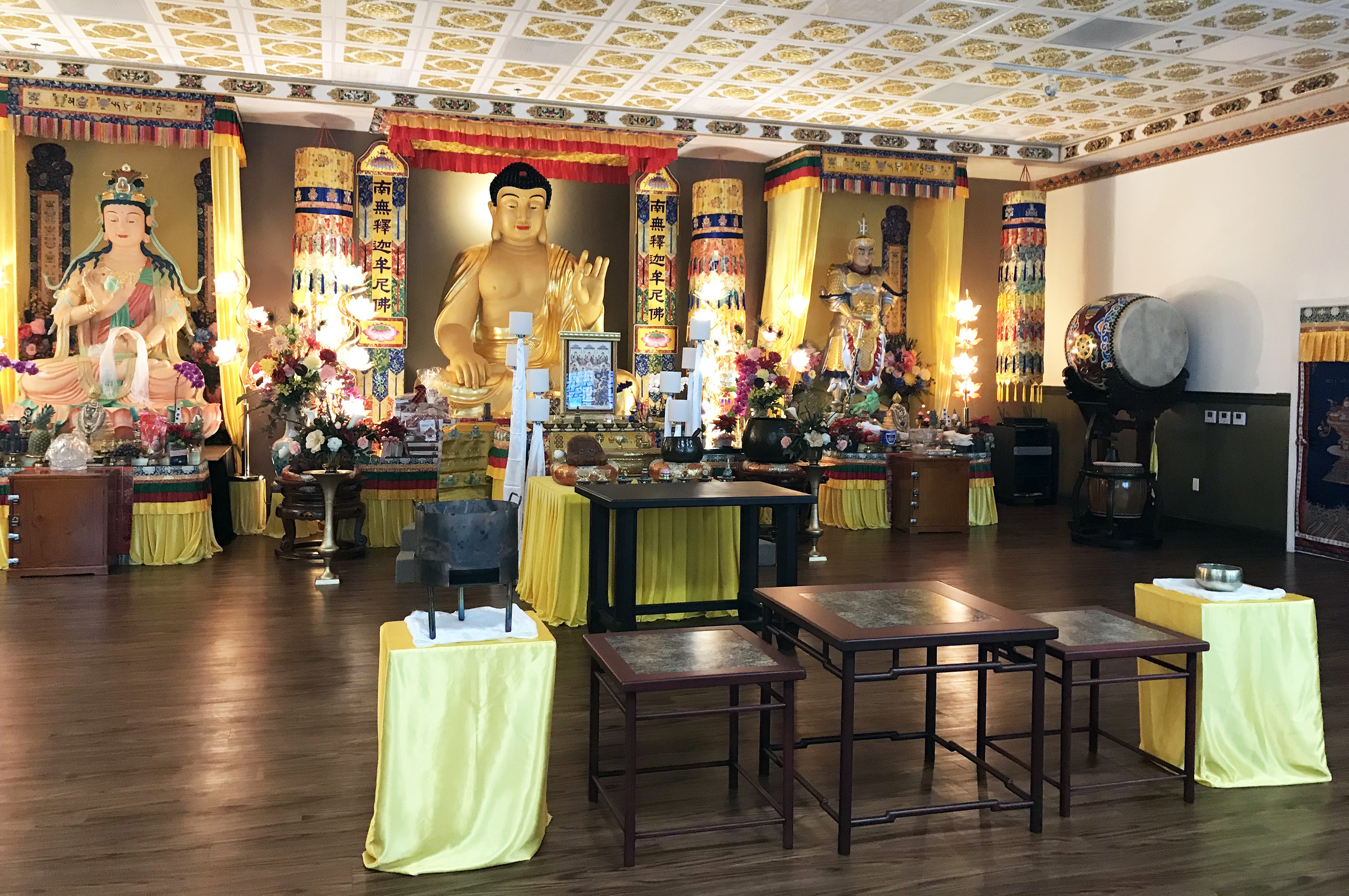
聖蹟寺大雄寶殿

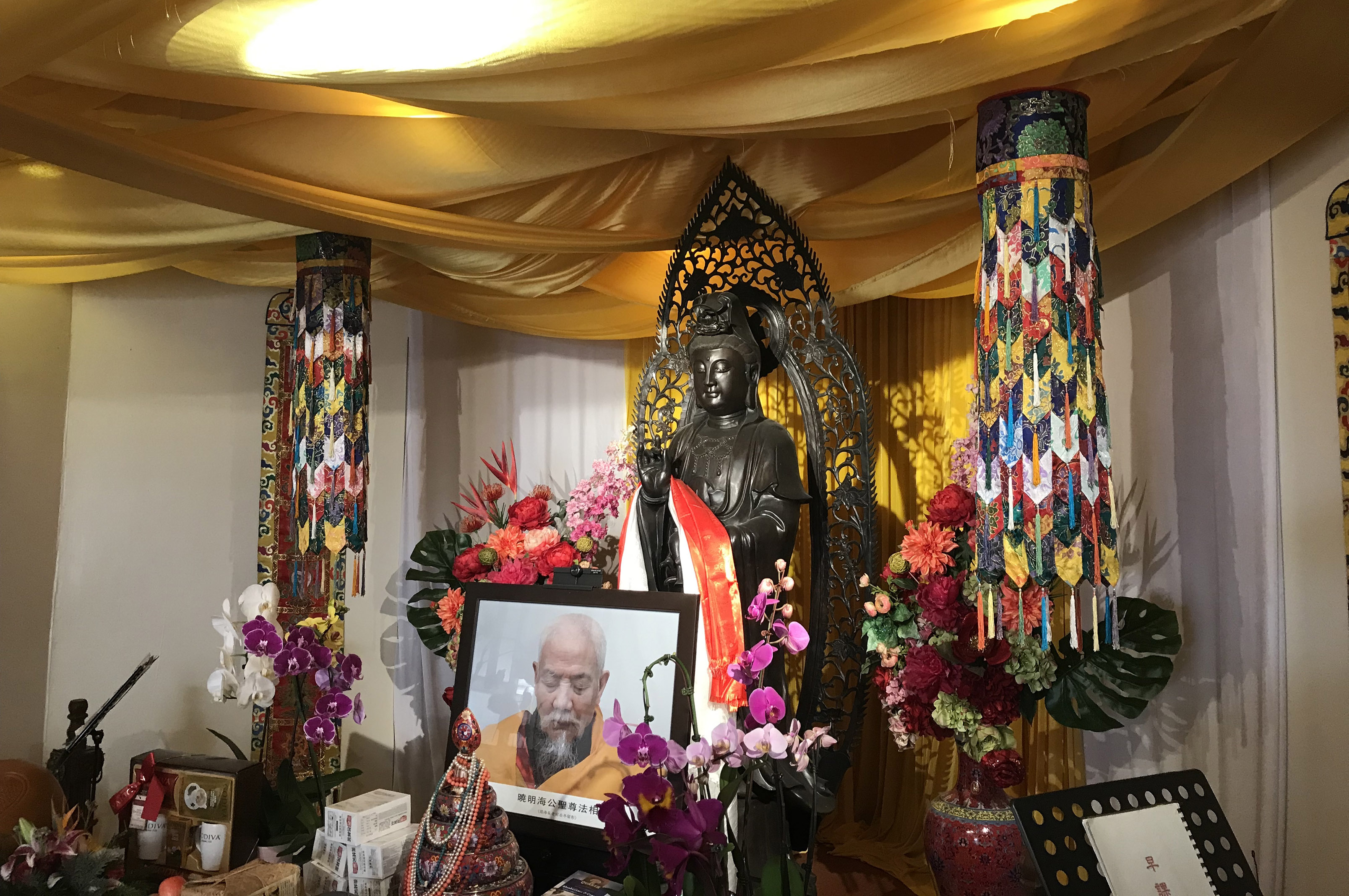
聖蹟寺觀音聖殿

## 建築設施
大雄寶殿
聖蹟寺大雄寶殿正面供奉釋迦牟尼佛佛像與藥王菩薩、韋馱菩薩聖像，左側供奉對比佛像與護法金剛聖像，為該寺舉辦法會與接待佛弟子的主殿。
觀音殿
觀音殿位於大雄寶殿右側，供奉一尊立姿觀世音菩薩聖像與因海長老神異法相。

## 重要法會
- 2014年 《藉心經說真諦》至寶經典法會[2]
- 2018年 勝義火供大法會[3]
- 2019年 現量伏藏大法會
- 2020年 “拿杵上座”檢測真假聖者道行法會[4]